# Biološka tarča
Biološka tarča je določena struktura v organizmu, na katero lahko selektivno vplivamo z ustreznim dejavnikom (npr. z učinkovino ali z obsevanjem). Najpogosteje se v farmakologiji kot tarče uporabljajo encimi, receptorji in druge beljakovine v telesu, čedalje več učinkovin pa kot tarčo prepozna jedrne kisline. 
Pod pojmom biološka tarča ne razumemo le struktur, na katere vplivamo med zdravljenjem, pač pa tudi tiste strukture, na katere selektivno delujejo telesu lastni dejavniki, na primer hormoni. 
Poznavanje biološke tarče je ključno pri racionalnem načrtovanju novih zdravil. Danes poznajo strukture številnih encimov, ki so jih pridobili predvsem s pomočjo rentgenske difrakcije. Ko je poznana struktura encima ter njegova vezavna in aktivna mesta, je možno v banki podatkov najti molekule, za katere glede na komplementarne elemente predvidevajo, da se bodo vezale na encim. Z ustreznimi preskusi nato ugotovijo dejansko učinkovitost posameznih molekul.
Ugotavljanje strukture receptorjev je veliko bolj zapleteno, saj receptorjev ne moremo osamiti tako kot encime. Receptorji so namreč povečini vpeti v celično membrano in le v takšni obliki intaktno delujejo. Zato je poznavanje receptorjev dandanes na veliko nižji stopnji kot poznavanje encimov.
Po razvozlanju človeškega genoma je postal aktualen nov način preučevanja bioloških tarč. Znanstveniki preučujejo encimsko aktivnost beljakovin, ki jih dobijo na podlagi določenega odseka človeške DNK ter na ta način ugotavljajo nove možne učinkovine. Te nove metode so do 20-krat hitrejše pri odkrivanju encimov kot bioloških tarč kot ostale metode.
S poznavanjem človeškega genoma tako postaja tudi DNK čedalje bolj pomembna biološka tarča pri načrtovanju novih zdravil. 